# Ługowoje-Nowoje
Ługowoje-Nowoje (ros. Луговое-Новое) – stacja kolejowa w miejscowości Ługowoje, w rejonie gurjewskim, w obwodzie królewieckim, w Rosji. Położona jest na linii Czernyszewskoje – Królewiec.
Od stacji odchodzą bocznice m.in. do królewieckiej elektrowni.

## Historia
Stacja została otwarta w XIX w. na Pruskiej Kolei Wschodniej (odcinek Królewiec – Ejtkuny). W okresie przynależności Prus Wschodnich do Niemiec nosiła nazwę Gutenfeld.